# AJ and the Queen
 (janvier 2020).
Si vous disposez d'ouvrages ou d'articles de référence ou si vous connaissez des sites web de qualité traitant du thème abordé ici, merci de compléter l'article en donnant les références utiles à sa vérifiabilité et en les liant à la section « Notes et références ».
 (août 2020).
AJ and the Queen ou AJ et la (drag) queen au Québec, est une série télévisée américaine en dix épisodes d'environ 52 minutes développée par RuPaul et Michael Patrick King, et mise en ligne le 10 janvier 2020 sur Netflix.

## Synopsis
Ruby Red, une extravagante mais malchanceuse drag queen, fait la tournée des discothèques de New York au Texas accompagnée d'une petite fille de 10 ans, abandonnée par sa mère et à la langue bien pendue.

## Distribution

### Acteurs principaux
- RuPaul Charles (VF : Eilias Changuel) : Robert Lincoln Lee / Ruby Red
- Izzy G. (VF : Coralie Thuilier) : Amber Jasmine « AJ » Douglas
- Michael-Leon Wooley (VF : Jean-Louis Faure) : Louis Bell / Coco Butter
- Josh Segarra (VF : Pascal Nowak) : Hector Ramirez / Damien Sanchez
- Katerina Tannenbaum (VF : Youna Noiret) : Brianna Douglas, la mère d'AJ
- Tia Carrere (VF : Armelle Gallaud) : Lady Danger

### Acteurs récurrents
- Matthew Wilkas (en) (VF : Thibaut Lacour) : Patrick Kennedy

### Invités
- Victoria "Porkchop" Parker (en) : Porkchop
- Jinkx Monsoon (VF : Fred Colas) : Edie
- Katya Zamolodchikova : Magda
- Mario Cantone (VF : Laurent Stachnick) : Alma Joy
- Marc Singer (VF : Hervé Bellon) : Bob
- Adrienne Barbeau (VF : Brigitte Virtudes) : Helen
- Michael Cyril Creighton (en) (VF : Yann Sundberg) : Christian
- Kay Sedia (en)
- Chad Michaels (VF : Stéphane Pouplard) : Brian Gerrity
- Bridget Everett (VF : Myrtille Bakouche) : Anna
- Tim Bagley (VF : Bernard Alane) : Lloyd Johnson
- Laura Bell Bundy (VF : Claire Guyot) : Bernadette, la mère de Kathy Lee
- Latrice Royale (VF : Nicolas Justamon) : Fabergé Legs
- Monique Heart (VF : Yoann Sover) : Miss Terri Tory
- Kevin Daniels (VF : Arnaud Arbessier) : Darrell
- Ginger Minj (VF : Christophe Lemoine) : Tommy/Fanny Pack
- Trinity The Tuck (VF : Guillaume Beaujolais) : Danielle Dupri
- Jujubee (en) : Lee Saint Lee
- Jane Krakowski (VF : Véronique Alycia) : Beth
- Lorraine Bracco : elle-même

Plusieurs participantes de l'émission RuPaul's Drag Race font un caméo dans la série : Alexis Mateo (en),Mayhem Miller (en), Valentina, Eureka O'Hara, Bianca Del Rio, Manila Luzon, Vanessa Vanjie Mateo, Jaymes Mansfield (en), Ongina, Kennedy Davenport, Mariah Balenciaga (en), Jade Jolie (en), Pandora Boxx (en).
 Source et légende : version française (VF) sur RS Doublage

## Production
Le 6 mars 2020, Netflix annule la série.

## Épisodes
1. New York City
2. Pittsburgh
3. Columbus
4. Louisville
5. Mt. Juliet
6. Little Rock
7. Jackson
8. Baton Rouge
9. Fort Worth
10. Dallas